# سرخس الجرف الأخضر
سرخس الجرف الأخضر (الاسم العلمي: Woodsia viridis) هي نوع من السراخس يتبع جنس السرخس الجرف من فصيلة السراخس الجرف.